# 萊布雷希特 (安哈特-克滕)
萊布雷希特（德語：Lebrecht von Anhalt-Köthen，1622年4月8日—1669年11月7日），安哈特-普勒茨考親王奧古斯特的次子，1665年與弟弟埃曼努爾成為安哈特-克滕共治親王。
1655年，萊布雷希特與斯托貝格的索菲·艾蕾諾爾結婚，兩人沒有子女。1669年，萊布雷希特於克滕去世。